# ضمة هاردي
ضمة هاردي ( باللاتينية Vibrio harveyi) هي نوع من البكتيريا البحرية السلبية الغرام، مضيئة حيوياً، من جنس بكتيريا الضمة.

## الوصف
ضمة هاردي قضيبية الشكل، متحركة عبر أسواط قطبية، لاهوائية اختيارية، محبة للملوحة، وكفؤة لكل من التمثيل الغذائي التخمري والتنفسي. لا تنمو تحت 4 درجات مئوية بينما تنمو في درجة حرارة مئوية من 30  إلى 35 . يمكن العثور عليها تسبح بحرية في المياه البحرية الاستوائية، وتتعايش مع البكتيريا المعوية للحيوانات البحرية، وتعتبر عامل ممرض أساسي  للحيوانات البحرية، بما في ذلك الشعاب المرجانية الجورجونية والمحار والروبيان والكركند والسنوك الشائع والباراموندي والطربوت وسمك اللبن وأفراس البحر. وهي مسؤولة عن الفيبريو المضيء، وهو مرض يصيب الجمبري المستزرع تجاريًا.
بالإضافة إلى ذلك، واستنادًا إلى العينات التي أخذتها السفن العابرة للمحيطات، يُعتقد أنها  سبب تأثير البحار اللبنية، حيث ينبعث توهج أزرق موحد من مياه البحر أثناء الليل. يمكن أن تغطي بعض تلك التوهجات ما يقرب من 6000 ميل مربع.

## استشعار النصاب

ظاهرة ضمة هارفي/ المحفز الذاتي Ai2

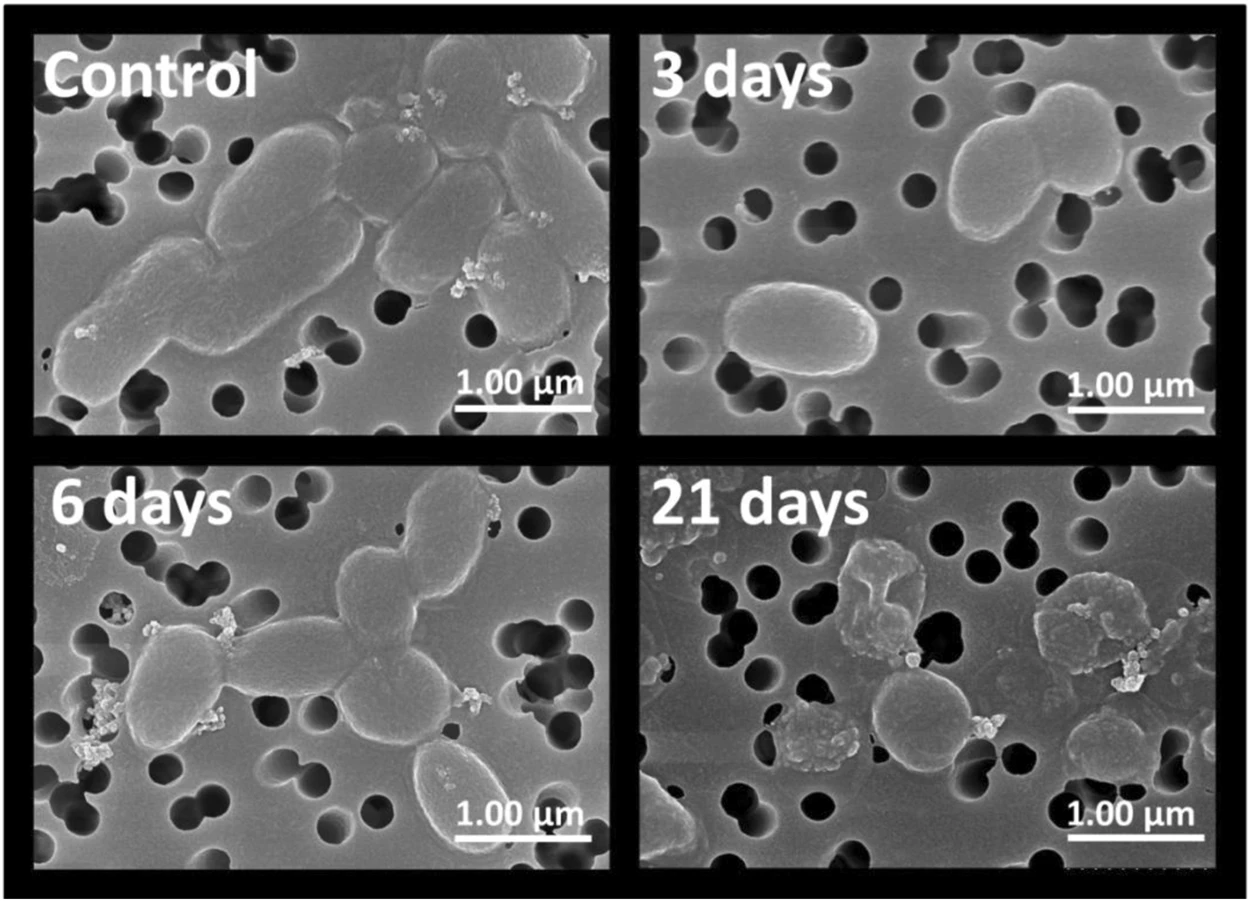
ورفولوجيا وسلامة مجموعات ضمة هارفي المُحضّنة في مياه البحر عند درجة حرارة 30 درجة مئوية.

تتواصل مجموعات من بكتيريا ضمة هاردي عن طريق نظام استشعار النصاب لتنسيق إنتاج عوامل التلألؤ الحيوي والضراوة.
على الرغم من  افتقارها  إلى نظام استشعار النصاب LuxI/R، تستخدم ضمة هاري بدلاً من ذلك دائرة استشعار النصاب الهجينة، وتكتشف المحفز الذاتي AI من خلال كيناز الهيستيدين المرتبط بالغشاء وتستخدم مرحل فسفوريل لتحويل المعلومات حول حجم الكائنات البحرية إلى تغييرات في التعبير الجيني.
تستخدم  ثانيًا،  محفز ذاتي آخر يسمى AI-2،  يتم تصنيعه واكتشافه بواسطة مجموعة متنوعة من البكتيريا المختلفة، سواء سلبية الجرام أو إيجابية الجرام.  وهكذا، كان لـضمة هاردي دور فعال في فهم وتقدير التواصل البكتيري بين الأنواع.